# Association sportive des postes, télégraphes et téléphones
 (mars 2023).
Si vous disposez d'ouvrages ou d'articles de référence ou si vous connaissez des sites web de qualité traitant du thème abordé ici, merci de compléter l'article en donnant les références utiles à sa vérifiabilité et en les liant à la section « Notes et références ».
L'Association sportive des postes, télégraphes et téléphones (ASPTT) regroupe les associations sportives omnisports françaises des fonctionnaires des PTT créées en 1898.

## Historique
En 1898 est créée une association, à Bordeaux, dénommée Union cycliste des postes et télégraphes de la Gironde pour apprendre aux facteurs à faire du vélo. Cette première structure entraîne dans son sillage de nombreuses initiatives associatives locales.  
En 1945, quarante-sept ASPTT créent l'Union des ASPTT.  En 1965, le président Charles de Gaulle restructure le sport en France en s’appuyant notamment sur les ASPTT. Dès lors, les ASPTT ne sont plus réservés au personnel des PTT.
En 2001, l’ASPTT ne se décline plus en association sportive des fonctionnaires des PTT. ASPTT est une marque déposée.
La fédération sportive des ASPTT, créée en 2005, est agréée par le ministère de la Jeunesse, des Sports et de la Vie associative. Cette structure est membre du Comité national olympique et sportif français.

## Liste des clubs fédérés sous le nom de ASPTT
En France, de nombreux clubs sont fédérés par leur histoire commune sous le nom de ASPTT, dont :
- ASPTT Agen
- ASPTT Aix-en-Provence - 1952 ;
  - Section basket féminin
- ASPTT Annecy ;
- ASPTT Arras ;
  - Section basket féminin
- ASPTT Besançon
- ASPTT Bordeaux - 1905 ;
- ASPTT Brest - 1946 ;
- ASPTT Caen - 1931 ;
  - Section basket féminin
- ASPTT Carcassonne ;
- ASPTT Charleville-Mézières ;
- ASPTT Cholet
- ASPTT Dijon
- ASPTT Évreux
- ASPTT Laon - 1951
- ASPTT La Rochelle
- ASPTT Lille Métropole - 1922 ;
- ASPTT Limoges - 1941 ;
- ASPTT Marseille - 1907 ;
- ASPTT Metz ;
  - Section handball - 1967 ;
- Montpellier Métropole ASPTT - 1931 ;
  - Section volley-ball féminin
- ASPTT Mulhouse - 1974 ;
  - Section volley-ball féminin
- ASPTT Nancy - 1926 ;
  - Section floorball ;
  - Section handball ;
  - Section water-polo ;
- ASPTT Nantes - 1943 ;
  - Section football ;
- ASPTT Nice - 1920 ;
  - Section basket masculin
  - Section handball ;
- ASPTT Orléans
- ASPTT Paris Île-de-France - 1908 ;
- ASPTT Grand Paris Loisir
- ASPTT Poitiers
- ASPTT Pau - 1945
- ASPTT Rouen - 1937
- ASPTT Saint-Étienne - 1940 ;
- ASPTT Soissons - 1973
- ASPTT Strasbourg - 1937
- ASPTT Toulon
- ASPTT Toulouse

D'autres clubs, probablement créés à l'époque de l'Empire colonial français, existent ou ont existé en dehors de la France également :
- Algérie
  - ASPTT Alger
  - ASPTT Constantine
  - ASPTT Oran
- Maroc (ASPTT Maroc)
  - ASPTT Casablanca
  - ASPTT Fès
  - PTT Marrakech
  - ASPTT Meknès
  - ASPTT Rabat
- Tunisie
  - ASPTT Bizerte
  - ASPTT Sfax
  - ASPTT Tunis